# Nhà có nhiều cửa sổ
Nhà có nhiều cửa sổ là một bộ phim truyền hình được thực hiện bởi Trung tâm Phim truyền hình Việt Nam, Đài Truyền hình Việt Nam cùng Bộ Y Tế do NSƯT Vũ Hồng Sơn và NSƯT Phi Tiến Sơn làm đạo diễn, nói về đề tài phòng chống căn bệnh thế kỷ HIV/AIDS. Phần 1 của phim phát sóng vào lúc 20h00 thứ 5, 6 hàng tuần bắt đầu từ ngày 21 tháng 8 năm 2008 và kết thúc vào ngày 14 tháng 11 năm 2008, phần 2 của phim phát sóng vào lúc 20h00 thứ 5, 6, 7 hàng tuần bắt đầu từ ngày 24 tháng 12 năm 2009 và kết thúc vào ngày 7 tháng 5 năm 2010 trên kênh VTV1.

## Nội dung
Nhà có nhiều cửa sổ xoay quanh cuộc sống nhộn nhịp ở khu phố Bạch Đàn với những câu chuyện yêu đương, những hoài bão và khát vọng lập nghiệp của tuổi trẻ, sự sa ngã và vươn dậy từ thất bại. Không chỉ vậy, thái độ sống thờ ơ, lạnh nhạt cũng xuất hiện ở một bộ phận người trong xã hội hiện nay. Họ có những quan niệm sai lầm về HIV và kỳ thị với người bị nhiễm căn bệnh này.

## Diễn viên
- NSƯT Lê Mai trong vai Bà Khuê[5]
- Tuấn Quang trong vài Lộc
- NSƯT Tiến Đạt trong vai Ông Thái[6]
- Lưu Huyền Trang trong vai Đài[4]
- Hoàng Công trong vai Châu
- Vi Cầm trong vai Yến[6]
- Hồng Đăng trong vai Mạnh[6]
- Mạnh Quân trong vai Bảo
- Thanh Huyền trong vai Giáng Ngọc
- Tiến Lộc trong vai Bình
- Hoàng Giang trong vai Tùng
- Đức Hiệp trong vai Lung
- Đàm Hoàng trong vai Hán
- Thu Quỳnh trong vai Thúy[7]
- Anh Tuấn trong vai Niệm
- Hoàng Xuân trong vai Thảo
- Lâm Tùng trong vai Vinh
- Tùng Linh trong vai Khải
- Hà Anh trong vai Ngọc hồi bé

Cùng một số diễn viên khác....

## Nhạc phim
- Cùng hòa nhịp con tim[8]

Sáng tác: Huy Tuấn
Thể hiện: Nhiều ca sĩ
- Tìm về đại dương

Sáng tác: Lê Anh Dũng
Thể hiện: Hà Anh Tuấn, Phương Linh

## Sản xuất
Nhà có nhiều cửa sổ nằm trong dự án "Hoà nhịp tim - Chung hành động" – dự án phòng chống HIV/AIDS cho thanh thiếu niên của Bộ Y tế phối hợp cùng Trung tâm Sản xuất Phim truyền hình Việt Nam, Đài Truyền hình Việt Nam – sản xuất, với hai phần phim phát sóng lần lượt vào năm 2008 và 2009. Phim được tài trợ kinh phí bởi Ngân hàng phát triển châu Á, trong đó có bao gồm một phần từ chính phủ Anh và Nhật Bản. Phần 1 của bộ phim do nhóm biên kịch BBC World Service Trust chắp bút.